# Roboboy
Roboboy is een Vlaamse stripreeks voor de jeugd met tekeningen van Luc Cromheecke  en een scenario van Willy Linthout. De serie werd vanaf 2003 uitgegeven bij Uitgeverij Dupuis. Ook in het blad Taptoe verschijnt Roboboy, alleen dan onder de naam Supersnotneus.

## Beschrijving Roboboy
Roboboy is geboren op de planeet Kryptobot. Door een kernontploffing is hij op aarde beland bij het kinderloze koppel Kwabbelmans. Zij ontfermen zich meteen over het bizarre robotje dat graag olie drinkt en zich voedt met alles wat van metaal is.

## Albums
1. De Supersnotneus
2. De Supersnotneus
3. Hemeltje lief!
4. Zet je schrap!
5. Robokoe
6. Grote griezels